# Pouant
Pouant település Franciaországban, Vienne megyében. Lakosainak száma 412 fő (2022. január 1.). Pouant Assay, Braye-sous-Faye, Champigny-sur-Veude, Richelieu, Ceaux-en-Loudun, Maulay és Nueil-sous-Faye községekkel határos.

## Népesség
A település népességének változása:
| Lakosok száma | 401  | 414  | 422  | 413  | 415  | 416  | 418  | 413  | 412  |
|               | 2013 | 2015 | 2016 | 2017 | 2018 | 2019 | 2020 | 2021 | 2022 |